# Stane Derganc
Stane Derganc (23 de abril de 1893 — 9 de agosto de 1981) fue un gimnasta yugoslavo. Participó en las ediciones de los Juegos Olímpicos de París de 1924 y en los Juegos Olímpicos de Ámsterdam 1928, en ambos representando a Yugoslavia. En este último evento ganó dos medallas de bronce en las disciplinas de salto de potro y por equipo masculino. En París 1924, con 31 años, su mejor resultado fue un cuarto puesto en la modalidad por equipos, y un quinto y sexto en salto lateral de potro y en potro con aros respectivamente. Su desempeño más bajo se reflejó en la disciplina de barra fija, donde sólo logró posicionarse en el puesto número 58. En las próximas olimpíadas de Ámsterdam, a la edad de 35 años se hizo acreedor de dos medallas de bronce, aunque su ranking en las demás modalidades bajó considerablemente, siendo el siguiente mejor resultado un puesto número 43 en competición individual general, y un 44 en barras paralelas.
Stane Derganc también participó en el Campeonato Mundial de Gimnasia de 1922, con sede en su ciudad natal Liubliana. Allí ganó una medalla de bronce en el concurso individual general y una de plata en barras paralelas. En el siguiente campeonato mundial de 1926 en Lyon no se destacó individualmente, aunque logró una medalla de plata en la competición por equipos para Yugoslavia.